# 小印度 (新加坡)
小印度（Little India）是新加坡的一个泰米尔人的族裔社区，位于新加坡河东部（牛车水对面），甘榜格南（马来人聚居地）以北。这些区域都是梧槽城市规划区的一部分。小印度在当地泰米尔社区更普遍称为竹脚（Tekka）。

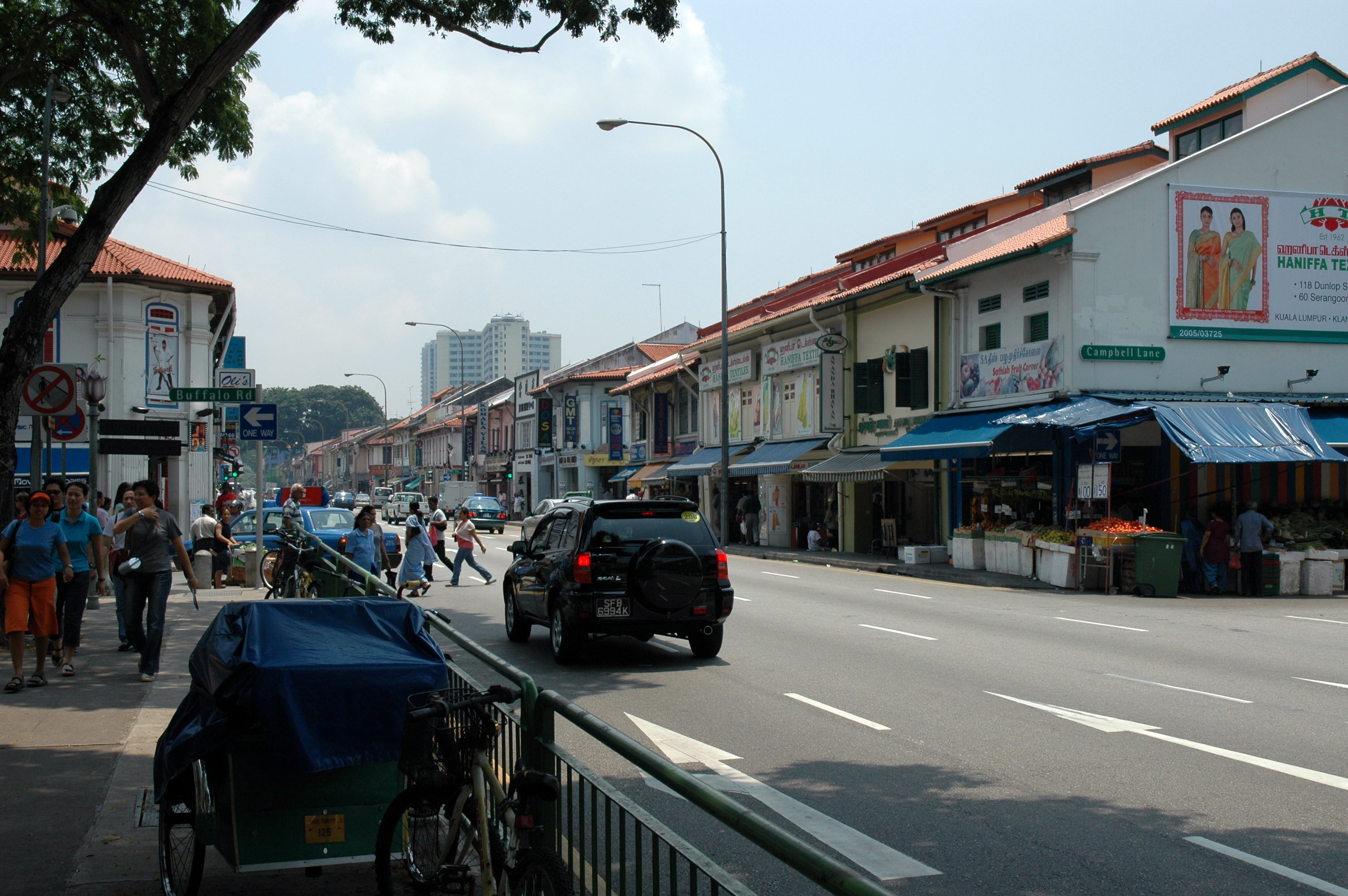
小印度店屋

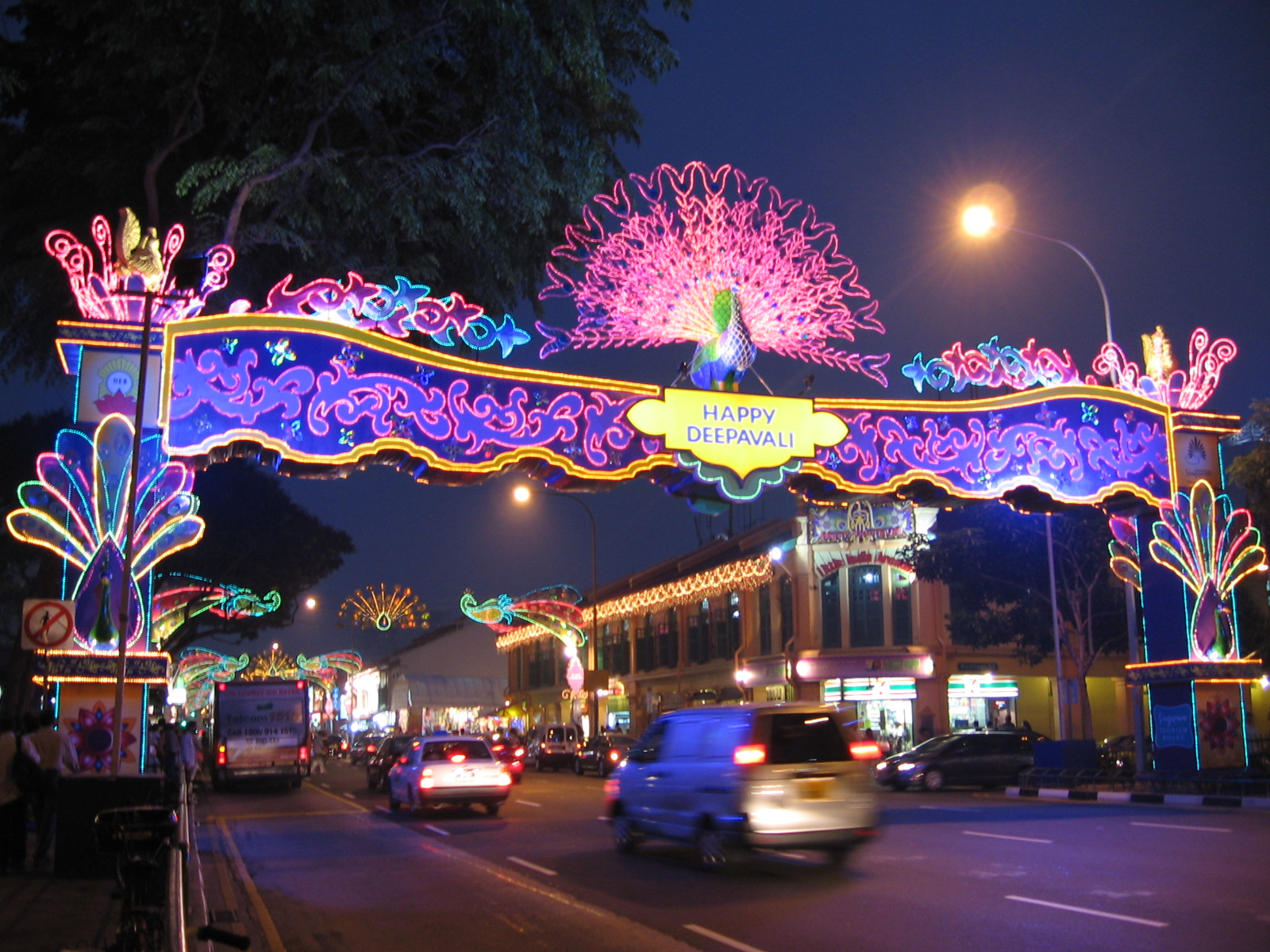
小印度庆祝屠妖节

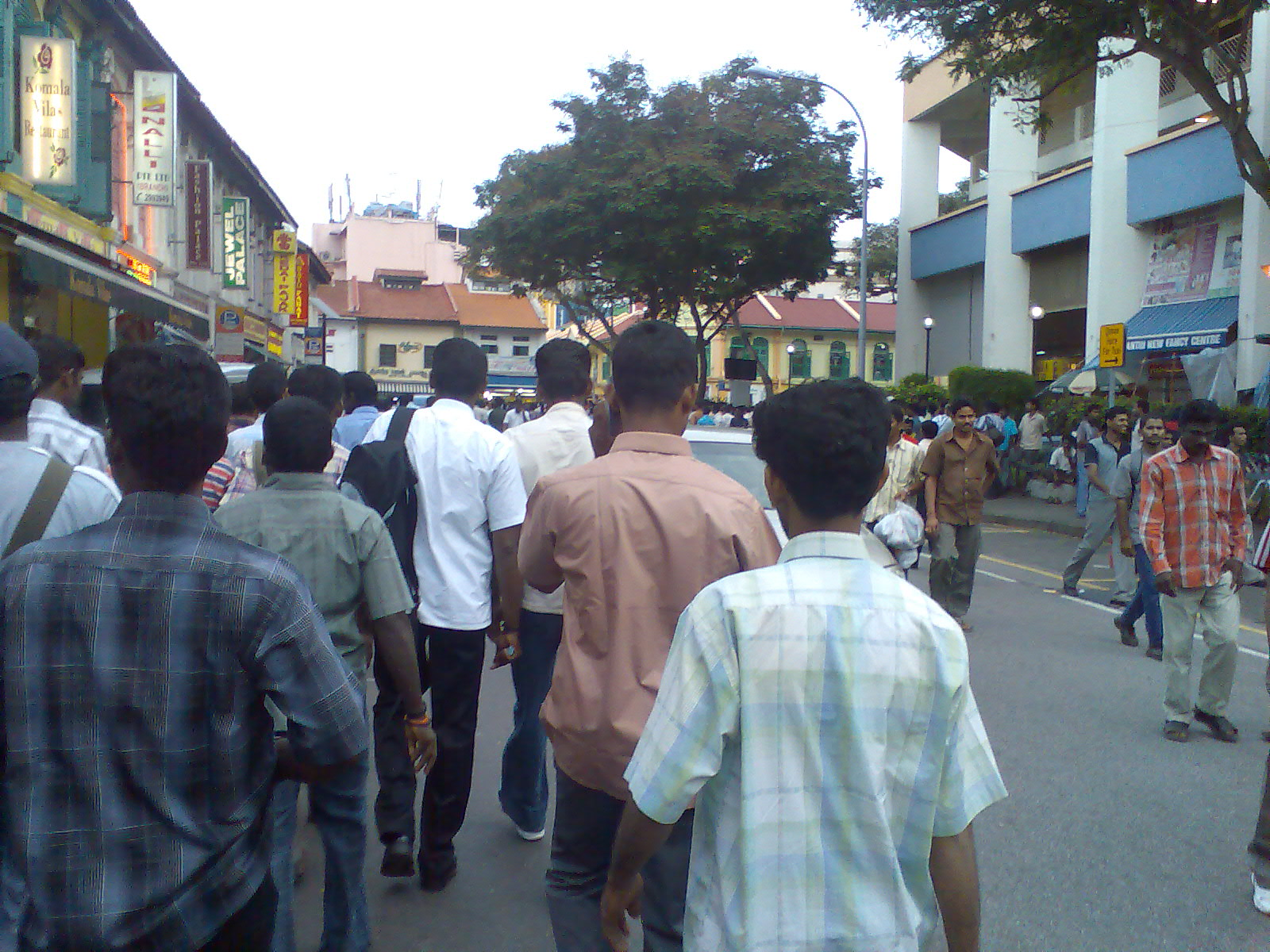
星期日繁忙的街道

## 歷史
小印度有别于珠烈甘榜区，后者在莱佛士计划下，原本是新加坡殖民地的一个分区，在英国的种族隔离政策下，作为泰米尔人移民的居住区。然而，由于珠烈甘榜变得拥挤，对土地的竞争不断升级，许多泰米尔人遂移居到现在的小印度（珠烈甘榜区已不再作为一个独特的区域存在）。
小印度的位置沿实龙岗河，最初吸引了养牛业，该区的牲畜贸易一度相当突出。后来，其他经济活动发展起来，到20世纪初，该区开始看起来像一个泰米尔人的族裔社区。但过多的少数族裔聚居也引起各种问题，如2013年新加坡小印度暴乱。
虽然在现代人民行动党的种族和谐政策下，泰米尔人不再如以往局限在一个地区，但为了保存文化遗产，许多泰米尔人商业活动都集中在小印度。各个种族的人想要吃到或买到泰米尔人文化的东西，如咖喱或泰米尔服装，就来到小印度。许多华人父母去小印度的商店，将大米磨粉，为婴儿熬粥。这些商店的机器，主要是为了将香料磨成粉末，用来制作泰米尔美食。小印度在许多方面类似于印度，包括道路建设和使用，与新加坡的其余部分的卫生状况大为不同。

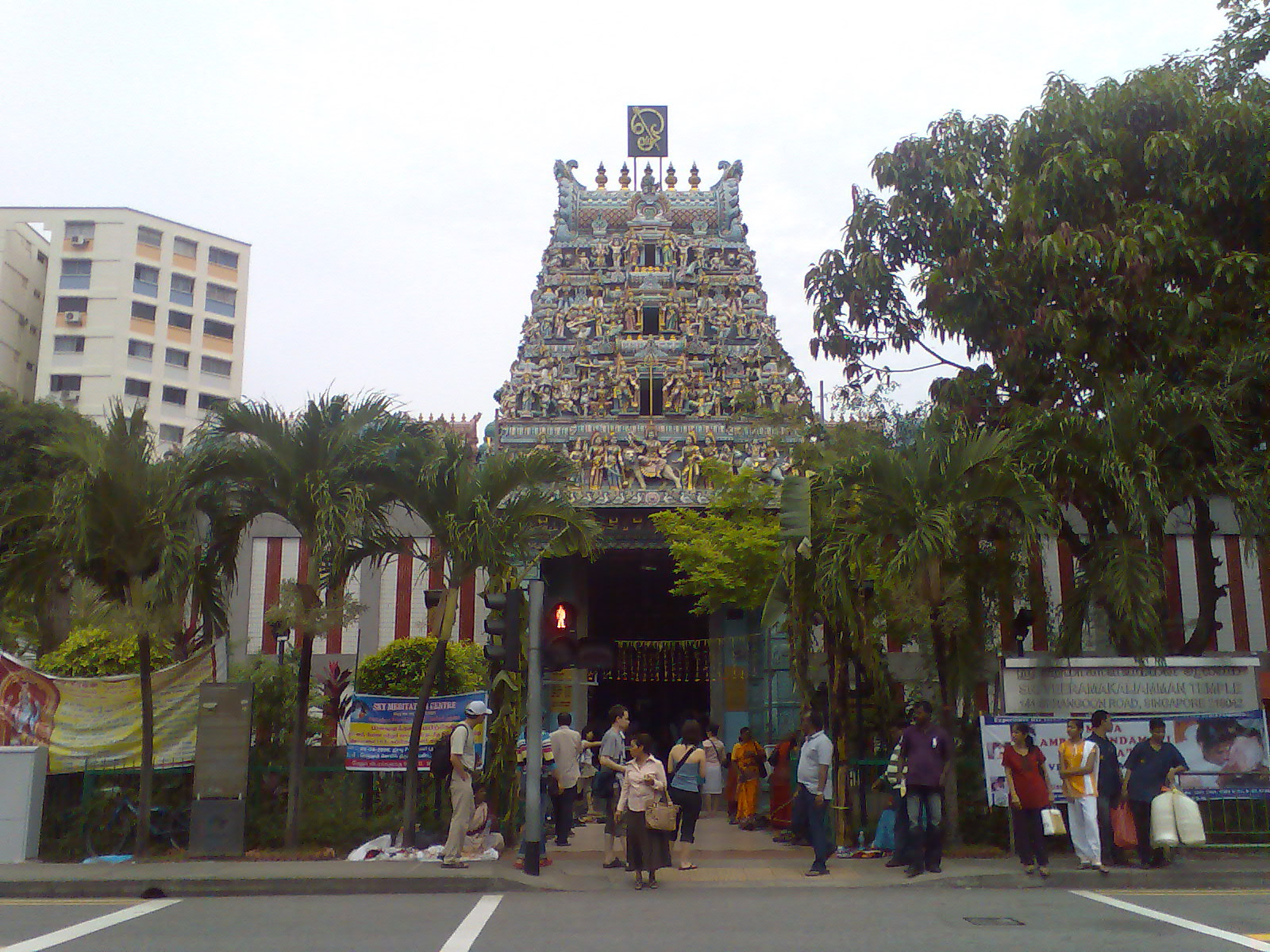
维拉马卡里拉曼庙

## 街道
实龙岗路是小印度主要的商业街，沿街有竹脚中心，竹脚广场，小印度中心，实龙岗广场，和穆斯塔法中心。花拉公园位于区内。区内有数座印度教寺庙，清真寺和其他宗教场所，例如卫理公会福灵堂（Foochow Methodist Church）、甘榜加卜卫理公会、维拉马卡里拉曼庙、安古利亚回教堂、维达帕提雅卡雅曼兴都庙、Jalan 回教堂、锡克教中央谒师所。阿督卡夫回教堂建于1859年，得名于一位泰米尔人律师，建筑为阿拉伯-文艺复兴风格。其祈祷厅装饰着摩尔式的拱，体现伊斯兰教的历史。斯里尼瓦沙柏鲁马兴都庙沿实龙岗路，有一座高塔，于1855年建成。佛教的千光寺（释迦牟尼菩提迦耶寺）也沿着实龙岗路，最初是由一位泰国和尚于1927年创立。对面中国风格的龙山寺供奉的是观音菩萨。
小印度的贝当路，以法国元帅菲利普·贝当（后来与纳粹德国合作被定罪）命名，1916年建于排干的沼泽上，体现了新加坡中国建筑的特点。

## 交通
新加坡地铁在该区设有两个站：小印度地铁站和花拉公园地铁站。

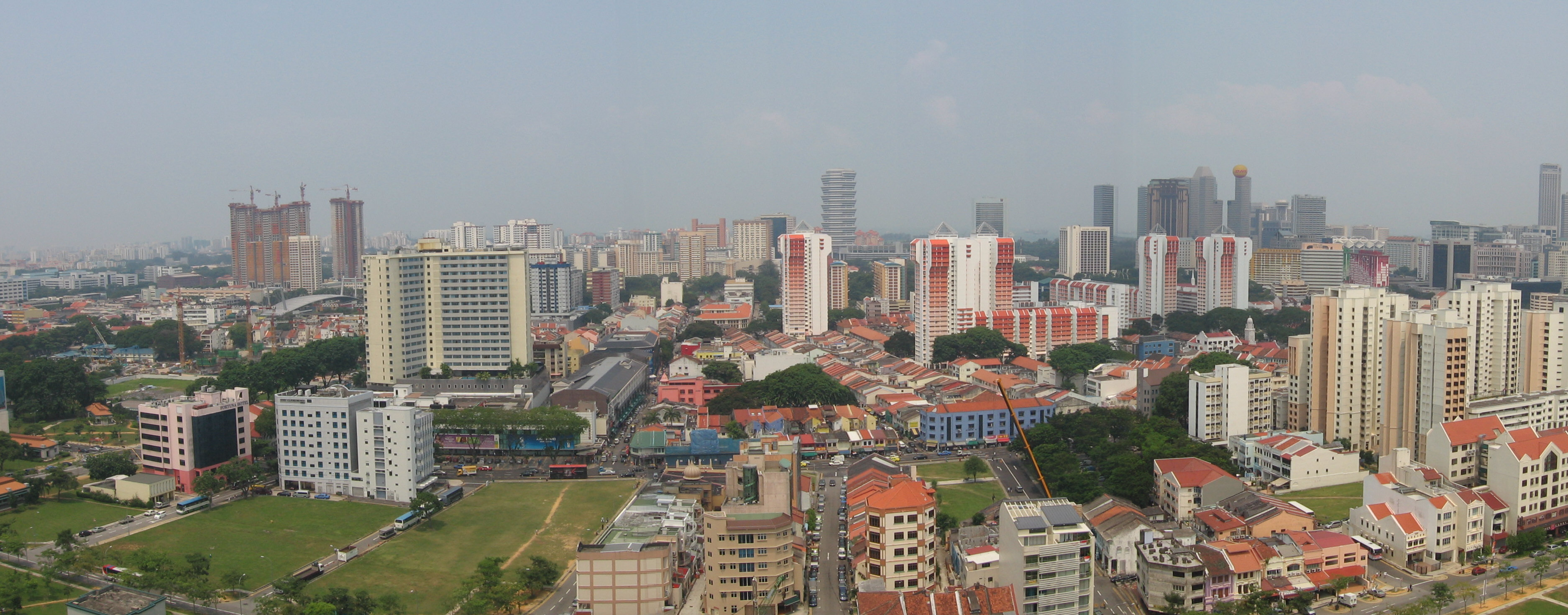
从花拉公园看小印度全景

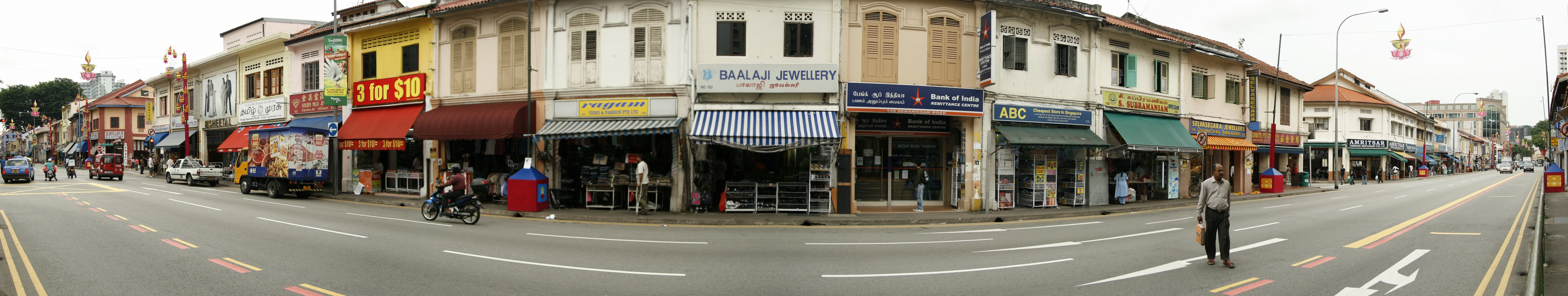
从实龙岗路看小印度全景